# Porta girevole

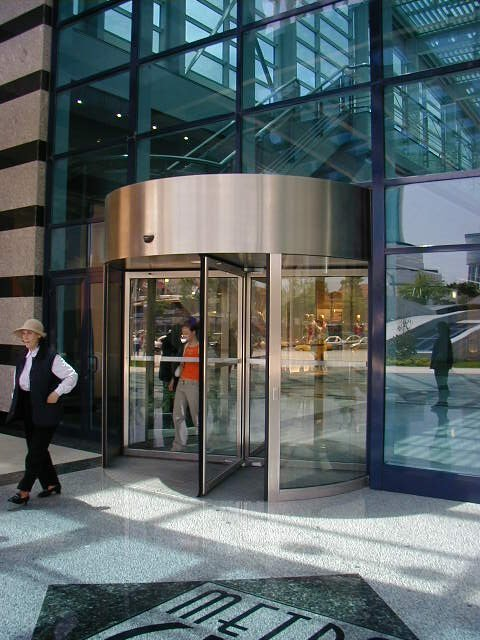
Una porta girevole

Una porta girevole è un tipo di porta, composto da 3 o 4 ante di vetro che sono fissate ad un asse verticale e che ruotano di norma in senso antiorario attorno ad un vano di forma cilindrica. Fu ideata e brevettata nel 1888 dall'inventore statunitense Theophilus Van Kannel.
Poiché le porte girevoli consentono l'ingresso di più persone alla volta, solitamente vengono installate in palazzi come centri commerciali o alberghi, dove il flusso di visitatori è consistente. Inoltre prevengono gli spifferi, riducendo gli scambi d'aria tra l'interno e l'esterno dell'edificio.

## Costruzione

Schema di una porta girevole vista dall'alto.

Intorno al vano centrale della porta girevole ci sono solitamente tre o quattro pannelli chiamati "ali" o "foglie". Le porte girevoli di grande diametro possono ospitare passeggini e portapacchi su ruote.
Alcune porte girevoli incorporano un piccolo recinto di vetro, che consente di esporre ai pedoni di passaggio piccoli oggetti come sculture, manichini di moda o piante. Tali contenitori possono essere montati sul perno centrale o fissati alle ante girevoli della porta.
Le ante delle porte girevoli di solito incorporano il vetro, per consentire alle persone di vedersi e anticiparsi mentre attraversano la porta. Le porte girevoli manuali ruotano con le barre di spinta, facendo ruotare tutte le ante. Le porte girevoli in genere hanno un "controllo della velocità" (detto governatore) per impedire alle persone di far girare le porte troppo velocemente.
Le porte girevoli automatiche sono motorizzate sopra e sotto il vano centrale, o lungo il perimetro. Le porte girevoli automatiche hanno sensori di sicurezza, ma è stato registrato almeno un decesso.
Nei paesi con circolazione a destra, le porte girevoli in genere ruotano in senso antiorario (visto dall'alto), consentendo alle persone di entrare e uscire solo dal lato destro della porta. Nei paesi con circolazione a sinistra come Australia e Nuova Zelanda, le porte girevoli ruotano in senso orario, ma le rotazioni delle porte sono miste in Gran Bretagna. Il senso di rotazione è spesso imposto dal meccanismo di regolazione della porta o dall'orientamento della spazzola della guarnizione della porta (strip).

## Uso di emergenza
Nel 1942 il Cocoanut Grove, una famosa discoteca di Boston (Massachusetts), andò in fiamme uccidendo 492 persone. Uno dei motivi principali per il gran numero di vittime è stata l'unica porta girevole situata all'ingresso. Quando la folla di clienti in preda al panico ha tentato di usare la porta come via di fuga, presto si è inceppata, intrappolando innumerevoli persone tra la porta e la folla che si spingeva verso di essa. Di conseguenza, molte persone sono morte per inalazione di fumo, poiché non sono riuscite a sfuggire alla discoteca in fiamme.
Nel 1943 divenne un requisito della legge statale del Massachusetts affiancare una porta girevole con una porta a battente oscillante verso l'esterno o rendere la porta girevole pieghevole (in modo che diventi una doppia partizione che si apre a 180°), consentendo alle persone di passare su entrambi i lati. Le porte girevoli americane sono ora pieghevoli. Alcune giurisdizioni richiedono che siano affiancate da almeno una porta a battente per prassi comune o richiesta dalla legge. Ad esempio, l'Ontario Building Code 3.4.6.14. afferma che le porte girevoli devono "(a) essere pieghevoli, (b) avere porte a battente che forniscano una capacità di uscita equivalente situata in posizione adiacente ad essa".

## Storia

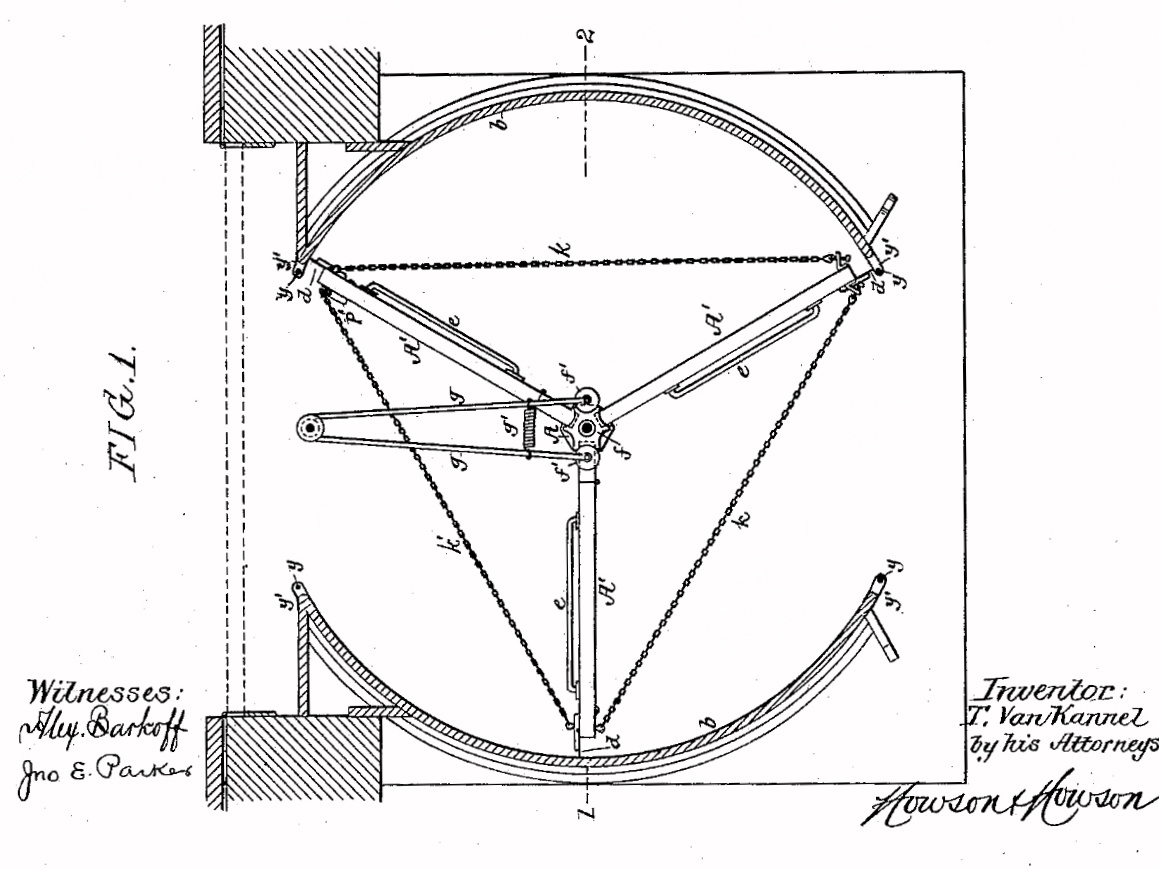
Disegno tecnico della porta blindata di Theophilus van Kannel, 1888

H. Bockhacker di Berlino ottenne il brevetto tedesco DE18349 il 22 dicembre 1881 per "Tür ohne Luftzug" o "Porta senza tiraggio d'aria", che utilizzava un cilindro rotante con una porta dove una volta entrato, l'utente si girava verso la direzione di uscita.
Theophilus Van Kannel di Filadelfia, ottenne il brevetto statunitense 387.571 il 7 agosto 1888 per una "Porta a struttura antipioggia". I disegni del brevetto archiviato mostrano una porta girevole a tre partizioni. Il brevetto lo descrive come avente "tre ali radianti ed equidistanti... dotate di guarnizioni o mezzi equivalenti per assicurare una perfetta aderenza". La porta "ha numerosi vantaggi rispetto ad una struttura ad anta battente... è perfettamente silenziosa... previene efficacemente l'ingresso di vento, neve, pioggia o polvere..." "Inoltre, la porta non può essere aperta dal vento... non c'è possibilità di collisione, eppure le persone possono passare sia dentro che fuori allo stesso tempo." Il brevetto elenca inoltre "l'esclusione dei rumori della strada" come un altro vantaggio della porta girevole. Prosegue descrivendo come una parete divisoria possa essere incernierata in modo da aprirsi per consentire il passaggio di oggetti lunghi attraverso la porta girevole. Una leggenda metropolitana, risalente forse al 2008, sostiene che l'invenzione sia stata motivata dalla sua fobia di aprire le porte agli altri, soprattutto alle donne; secondo Snopes, non ci sono prove che questa affermazione sia vera.
Nel 1889 il Franklin Institute di Filadelfia assegnò la John Scott Legacy Medal a Van Kannel per il suo contributo alla società. Nello stesso anno la prima porta girevole in legno al mondo fu installata al Rector's, un ristorante in Times Square a Manhattan, situato a Broadway tra la 43a e la 44a strada Ovest. Nel 2007 Theophilus Van Kannel è stato inserito nella National Inventors Hall of Fame per questa invenzione.

## Ricerca

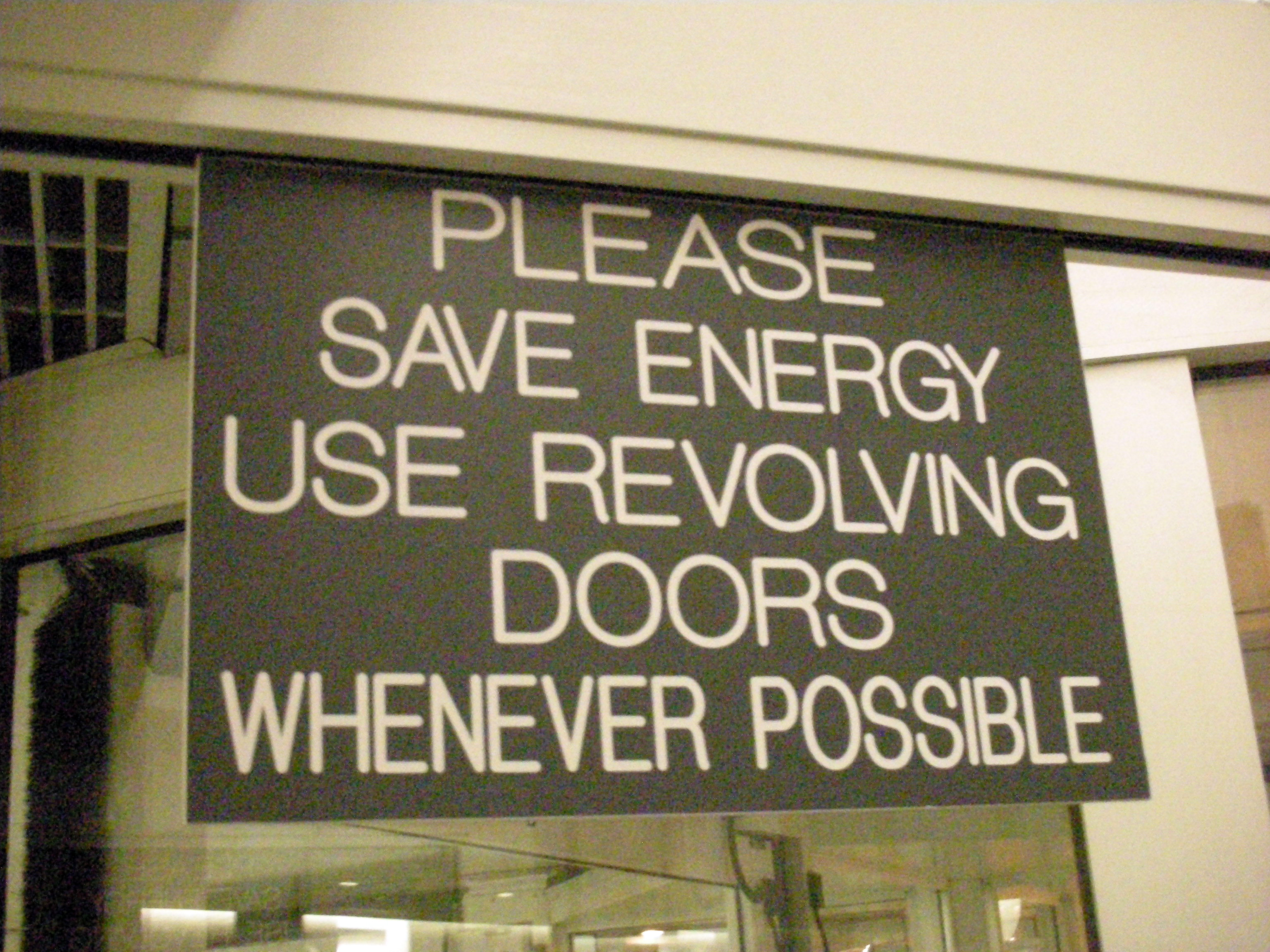
Le porte girevoli sono spesso preferite perché possono essere utilizzate come una camera d' equilibrio per ridurre al minimo le perdite di riscaldamento e aria condizionata di un edificio.

In alcune occasioni sono state condotte ricerche sugli scambi di aria ed energia associati all'uso delle porte girevoli. Il primo studio di questo tipo fu condotto nel 1936 da AM Simpson, che all'epoca lavorava per l'azienda di porte girevoli van Kannel. Lo studio di Simpson è stato seguito da uno studio di Schutrum nel 1961 e poi da uno studio di van Schijndel nel 2003. Questi studi si sono concentrati sulla fornitura di misurazioni dettagliate delle quantità di aria e calore trasferite all'interno degli scomparti di una porta durante la sua rotazione.
Sebbene gli studi sopra citati forniscano risultati utili, questi risultati sono anche specifici per il tipo di porta per cui sono stati acquistati, ovvero porte 2m x 2m a quattro scomparti. Sebbene sembri che queste dimensioni fossero standard per le porte a quattro scomparti dell'epoca, non è così in epoca moderna. Uno studio sperimentale del 2003 condotto presso il Dipartimento di Ingegneria Civile e Ambientale dell'Imperial College di Londra, ha fornito maggiori informazioni sulla fisica del flusso mediante il quale l'aria viene trasferita attraverso una porta girevole.

Flussi d'aria e perdite di energia attraverso le porte girevoli si verificano anche a causa di perdite a causa delle guarnizioni della porta. Le perdite sono comuni a qualsiasi tipo di apertura in uno spazio altrimenti chiuso, ma sono state studiate nel contesto delle porte girevoli da Zmeureanu e da Schutrum prima di ciò. Il primo studio ha concluso che per evitare perdite significative, le guarnizioni delle porte dovrebbero essere manutenute costantemente e periodicamente sostituite se necessario. Il secondo studio ha prodotto grafici di progettazione per stimare il tasso di perdita attraverso una porta girevole. A differenza delle curve per la stima del tasso di trasferimento pubblicate anche in questo studio, le curve per la stima del tasso di perdita sono più generiche. Pertanto, queste curve di progettazione costituiscono ancora la base dei tassi di perdita target per le porte girevoli raccomandati dallo standard ASHRAE 90.1 negli Stati Uniti. Il 25 maggio 2006 è stato pubblicato uno studio del MIT intitolato "Modifying Habits Towards Sustainability: A Study of Revolving Doors Usage on the MIT Campus". In esso, BA Cullum, Olivia Lee, Sittha Sukkasi e Dan Wesolowski hanno concluso: 
"... si risparmia molta energia quando le persone usano le porte girevoli invece delle porte a battente - il più piccolo cambiamento delle abitudini contribuisce al risparmio energetico... Modifica di una abitudine... ha infatti la capacità di avere un impatto sull'ambiente su scala globale."
Sebbene siano preferite dai proprietari di edifici per il risparmio energetico, le porte girevoli possono essere evitate da alcune persone a causa del maggiore sforzo fisico percepito nell'utilizzarle.

## Galleria d'immagini

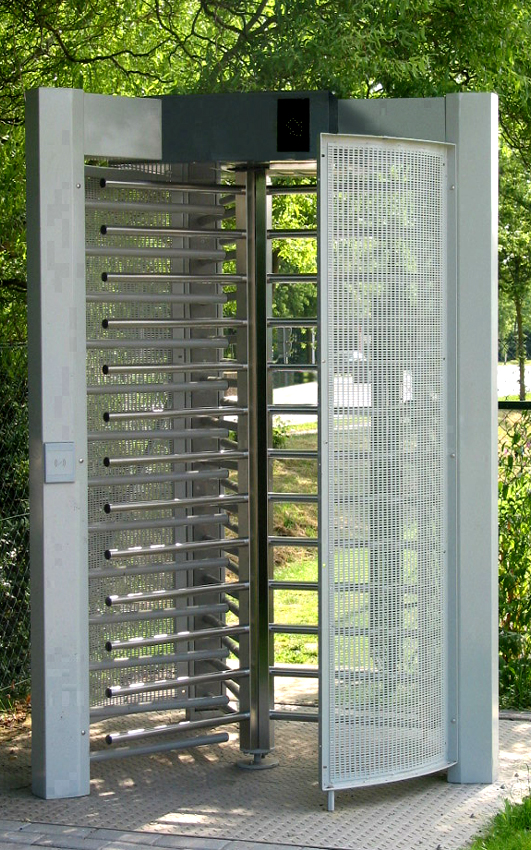
Una porta d'ingresso/uscita girevole a senso unico
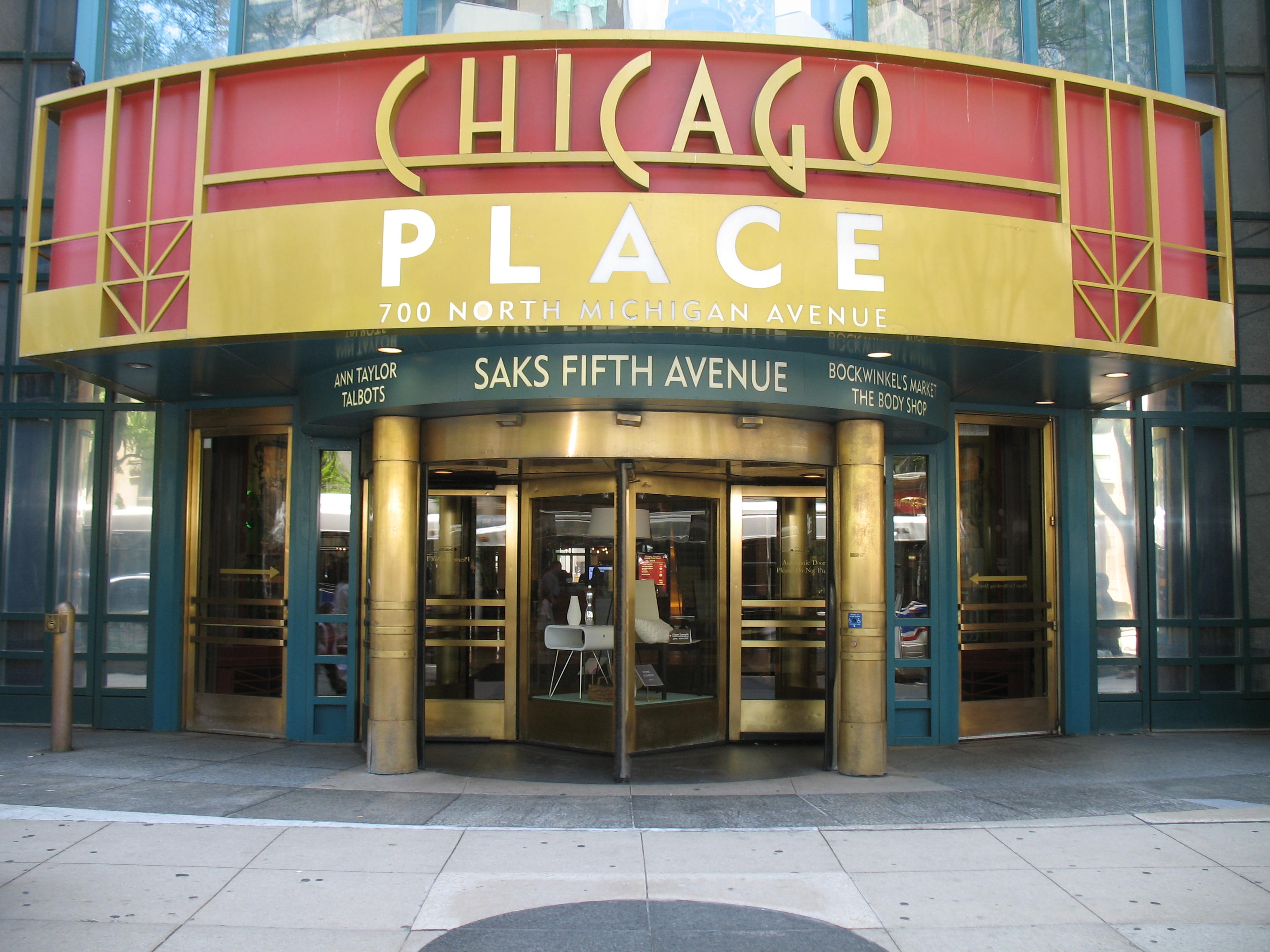
Grande anta girevole con vetrina centrale (rotazione antioraria). La porta girevole è affiancata su entrambi i lati da porte convenzionali con frecce rivolte verso l'interno in direzione dell'ingresso preferito.
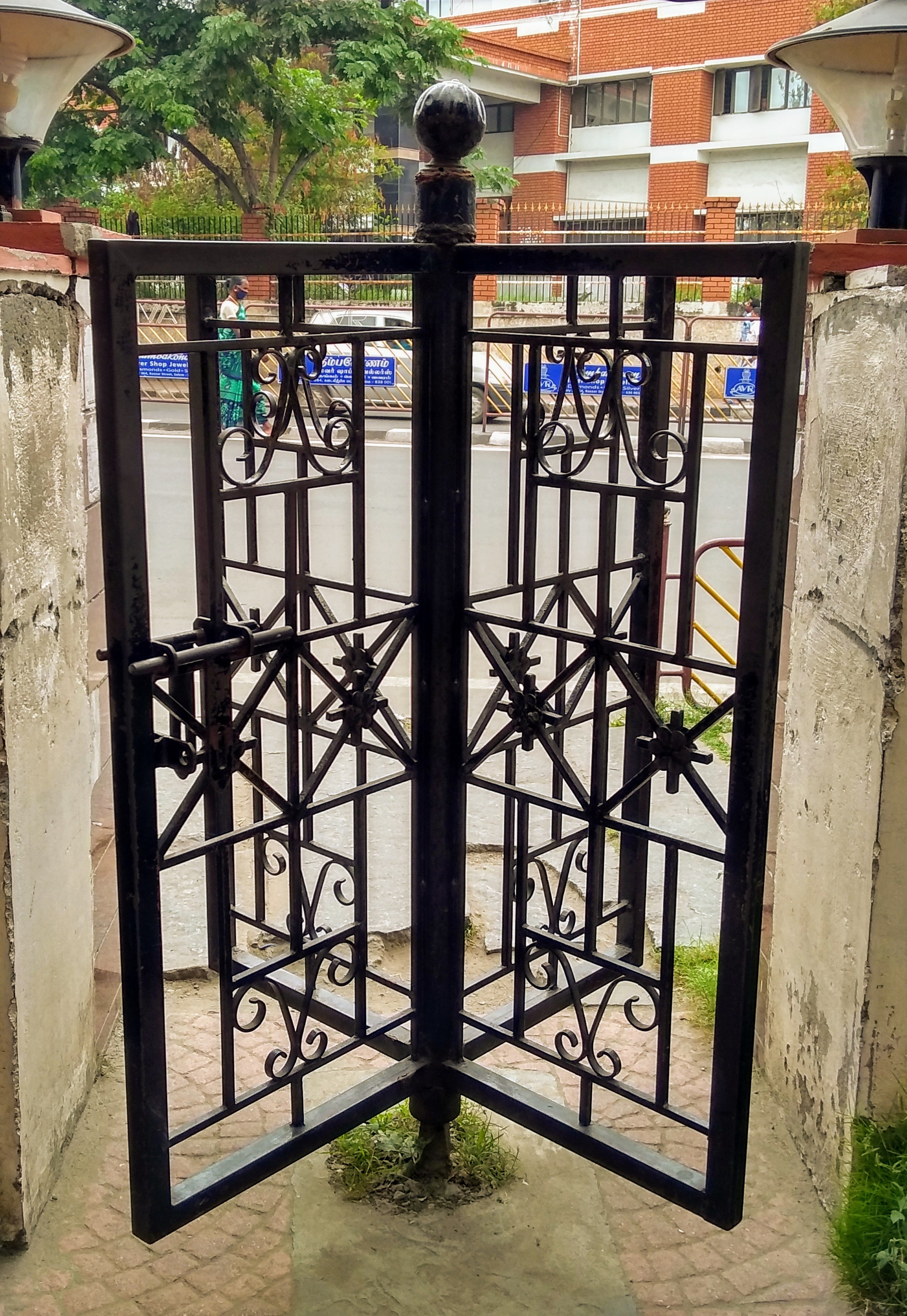
Porta girevole a Salem, Tamil Nadu
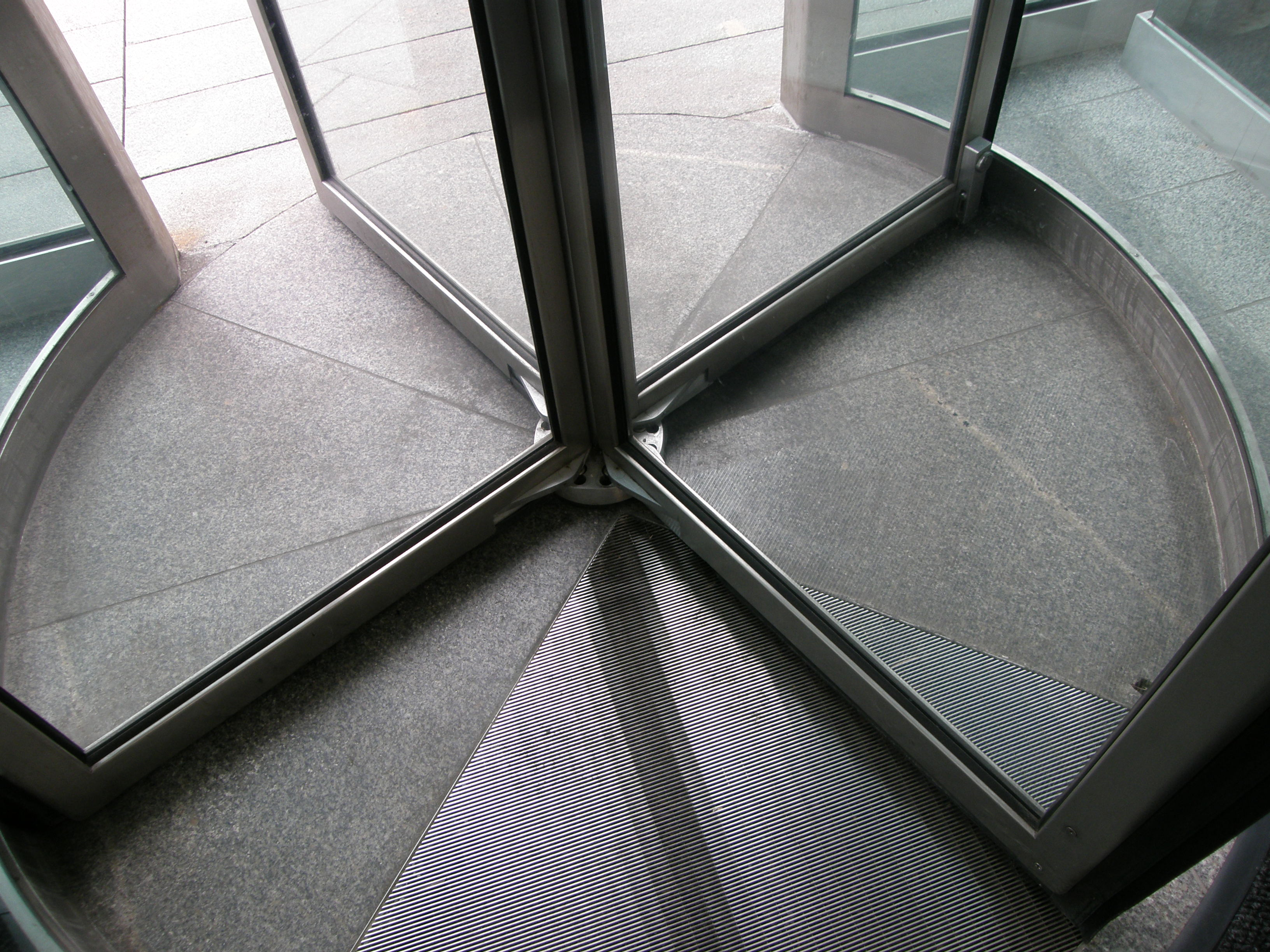
Base di una porta girevole